# کامپرلند
کامپرلند (به هلندی: Kamperland) یک منطقهٔ مسکونی در هلند است که در نورد-بیفه‌لاند واقع شده‌است. کامپرلند ۲٬۰۴۹ نفر جمعیت دارد.